# لويس كينغستون
لويس كينغستون (بالإنجليزية: Lewis Kingston)‏ هو صحفي بريطاني، ولد في 1986 في إنجلترا في المملكة المتحدة.